# 宮城県道202号東和登米線
宮城県道202号東和登米線（みやぎけんどう202ごう とうわとよません）は、宮城県登米市を通る一般県道である。

## 概要
登米市東和町米川から登米市登米町大字日根牛に至る。

### 路線データ
- 起点：宮城県登米市東和町[2]米川（国道346号交点）
- 終点：宮城県登米市登米町[2]大字日根牛（国道342号交点）
- 実延長：10.9098 km[1]

## 歴史
- 1958年（昭和33年）3月31日 - 宮城県告示第144号により路線認定。当時の整理番号は178[4]。
- 2009年度（平成21年度）日根牛道路改良事業事業化[3]。
- 2024年（令和6年）3月16日 - 羽沢橋開通[5]。

## 路線状況

### 重複区間
- 国道398号（登米市東和町米谷）

### 道路施設

#### 橋梁
- 吉田橋（二股川、登米市）
- 羽沢橋（羽沢川、登米市）

## 地理

### 通過する自治体
- 宮城県
  - 登米市

### 交差する道路
| 交差する道路                | 交差する場所     | 交差する場所 |
| --------------------------- | ---------------- | ------------ |
| 国道346号                   | 東和町米川       | 起点         |
| 国道398号 重複区間起点      | 東和町米谷       |              |
| 国道398号 重複区間終点      | 東和町米谷       |              |
| 国道45号 / E45 三陸沿岸道路 | 東和町米谷       | [ 注釈 1 ]   |
| 宮城県道172号志津川登米線   | 登米町大字日根牛 |              |
| 国道342号                   | 登米町大字日根牛 | 終点         |

### 沿線
- 登米市 東和総合支所（起点付近）
- 道の駅林林館（起点付近）
- 登米市立東和中学校
- 登米市立登米中学校
- 北上川